# Kapteyn c
Kapteyn c és un planeta extrasolar que orbita l'estrella nana roja de Kapteyn, situada a uns 12,7 anys llum del planeta Terra.
El Kapteyn c té un període orbital de 121 dies i una massa de 7,0 masses terrestres. Va ser descobert gràcies als mesuraments Doppler fets amb HARPS, HIRES i PFS.